# Roberto Almenares
Roberto Almenares (15 de febrero de 1994) es un deportista cubano que compite en judo.
Ganó una medalla de bronce en los Juegos Panamericanos de 2019 y dos medallas en el Campeonato Panamericano de Judo, plata en 2018 y bronce en 2019.

## Palmarés internacional
| Juegos Panamericanos    | Juegos Panamericanos  | Juegos Panamericanos | Juegos Panamericanos |
| Año                     | Lugar                 | Medalla              | Categoría            |
| ----------------------- | --------------------- | -------------------- | -------------------- |
| 2019                    | Lima (Perú)           | Medalla de bronce    | –60 kg               |
| Campeonato Panamericano |                       |                      |                      |
| Año                     | Lugar                 | Medalla              | Categoría            |
| 2018                    | San José (Costa Rica) | Medalla de plata     | –60 kg               |
| 2019                    | Lima (Perú)           | Medalla de bronce    | –60 kg               |